# Eselshautfest

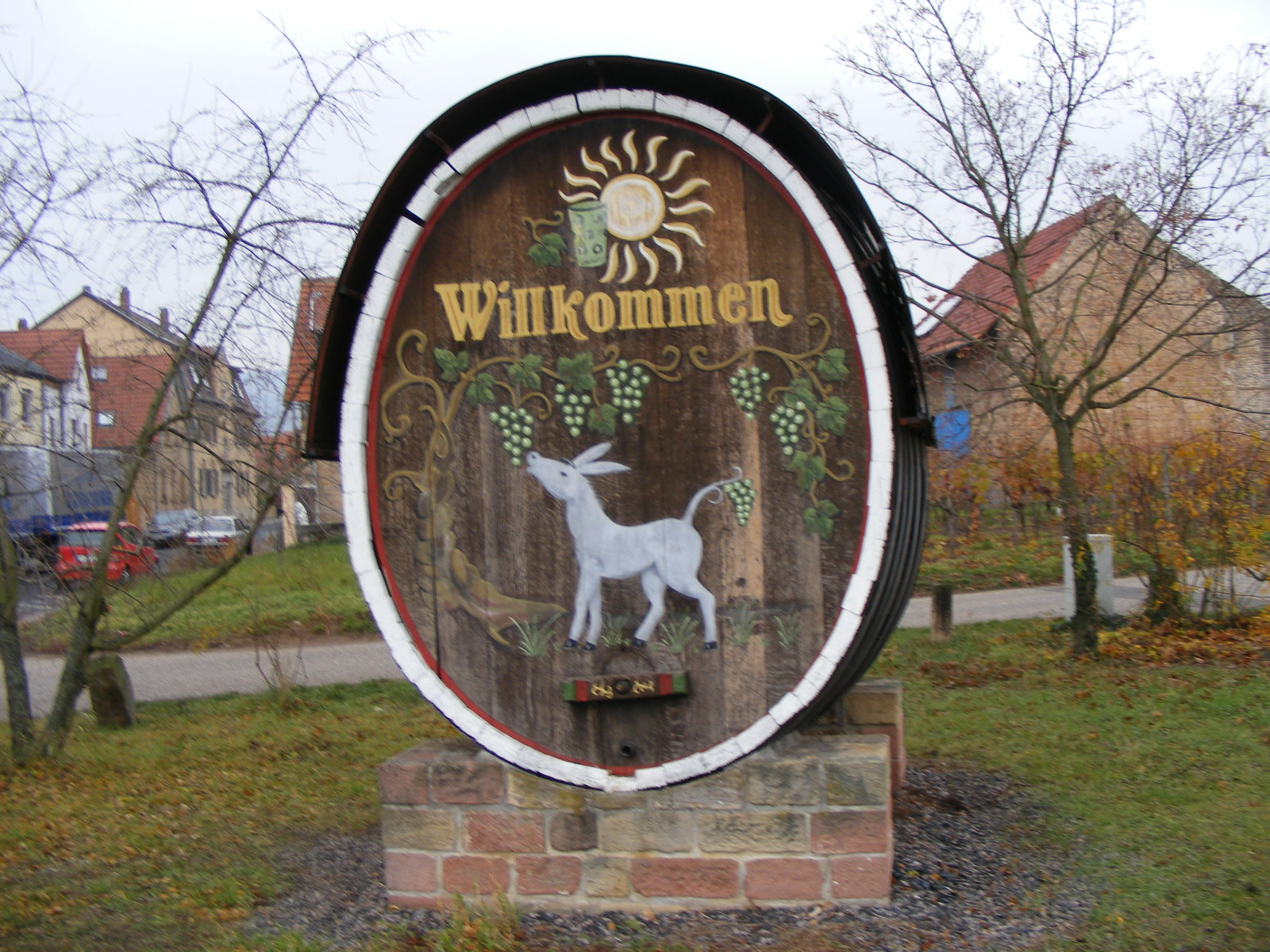
Eselsdarstellung auf einem Fassboden am östlichen Ortseingang von Mußbach

Das Eselshautfest, ein Weinfest mit historischem Bezug, findet jeden Sommer im Winzerdorf Mußbach an der Weinstraße statt, das heute ein Ortsteil der pfälzischen Stadt Neustadt an der Weinstraße (Rheinland-Pfalz) ist. Das Veranstaltungsgelände liegt im seit mehr als 1300 Jahren ununterbrochen betriebenen und denkmalgeschützten Herrenhof. Dieser ist das älteste Weingut der Pfalz, möglicherweise ganz Deutschlands, und wurde erstmals im 7. Jahrhundert erwähnt.

## Geschichte

### Weinfest
Um nach der Eingemeindung 1969 auch innerhalb der Stadt sein Profil als Weinbaugemeinde zu wahren, rief der mit damals 3500 (und heute gut 4000) Einwohnern relativ kleine Ortsteil in den 1970er Jahren das Eselshautfest als Weinfest mit historischem Bezug ins Leben. Der Name wurde mit Bedacht von der Mußbacher Eselshaut entlehnt, der für die heimischen Winzer wichtigsten örtlichen Weinlage.
Das neue Fest fand den von den Organisatoren erhofften Zuspruch; schon Anfang der 1990er Jahre löste es die Kirchweih im August, hier Kerwe genannt, als größtes örtliches Ereignis ab und gewann überregionale Bedeutung. Angaben der Ortsverwaltung zufolge werden an jedem der sechs Festabende etwa 10.000 Besucher gezählt. Damit steigt die Zahl der Menschen im Ort vorübergehend auf das nahezu Vierfache, und der Festplatz erreicht die Grenze seiner Aufnahmefähigkeit.

### Historischer Festplatz

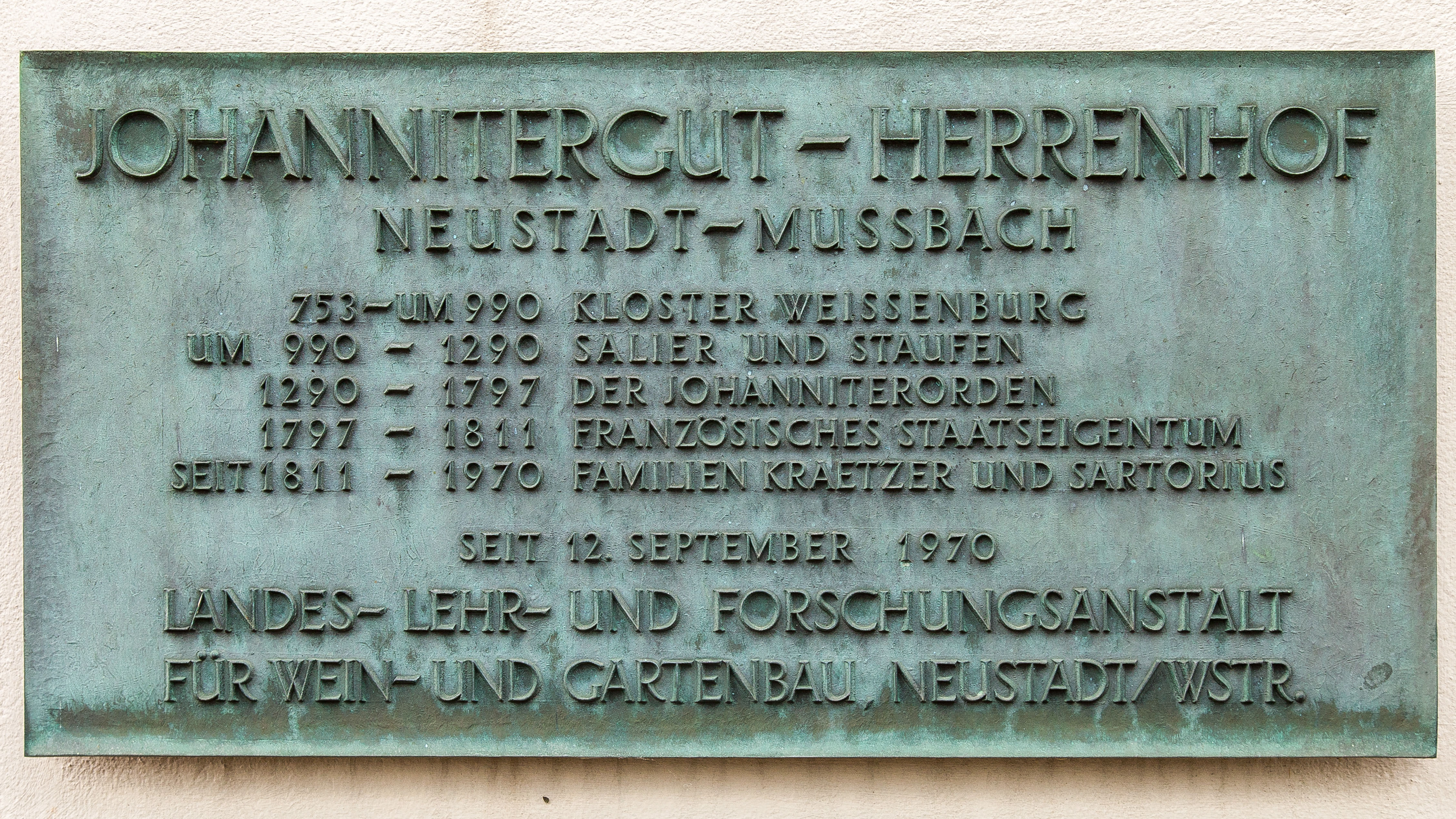
Infotafel am Festgelände

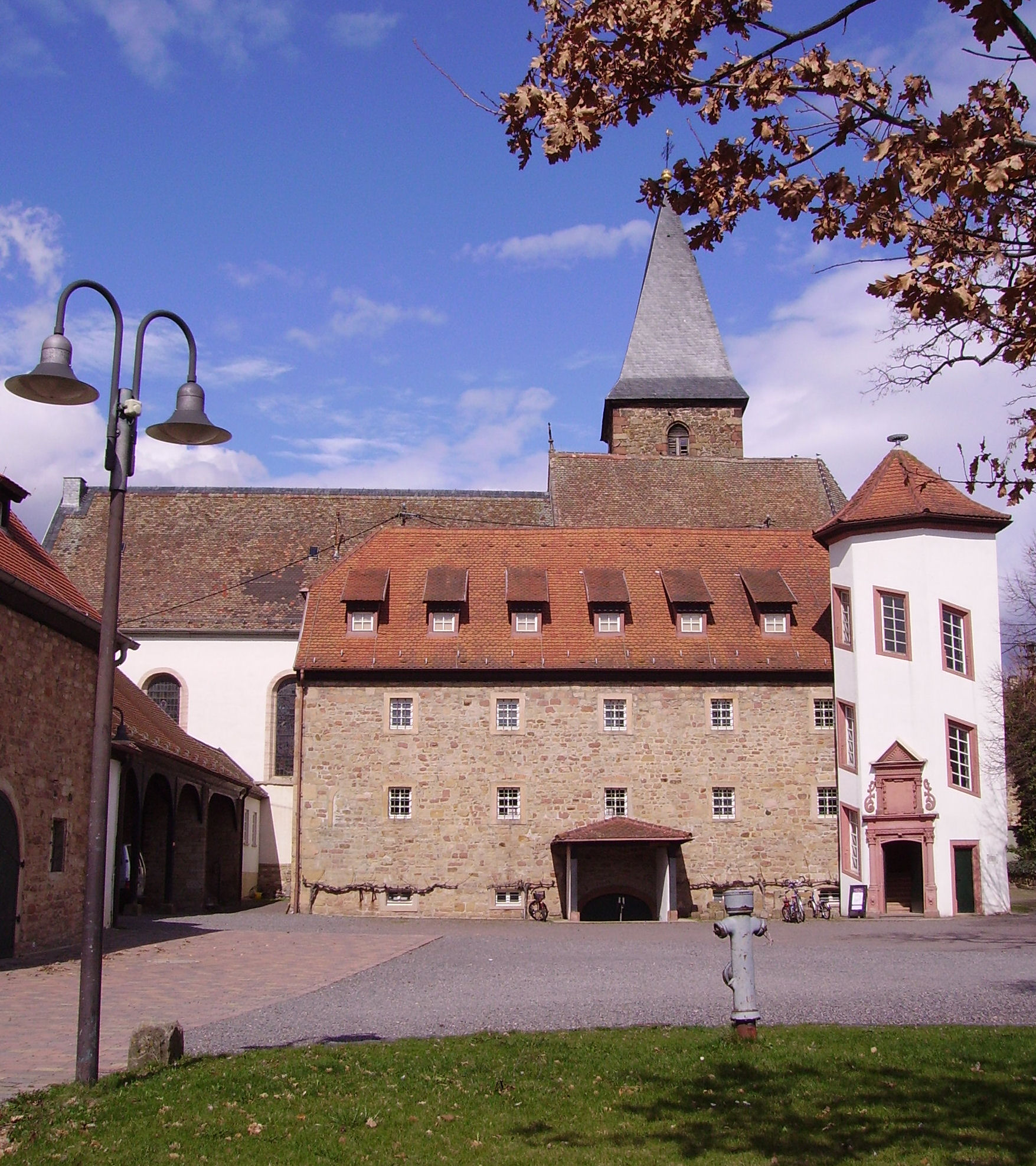
Teil des Festplatzes: Innenhof des Herrenhofs mit Weinbaumuseum Getreidekasten und Storchenturm, dahinter die alte Johanneskirche

Da das Eselshautfest in Anbetracht der lokalen Verhältnisse – der alte Ortskern ist infolge kriegsbedingter Zerstörungen, die vor allem in den Jahren 1621 (Dreißigjähriger Krieg) und 1689 (Pfälzischer Erbfolgekrieg) stattfanden, nur in geringem Maße erhalten – kein Straßenfest sein sollte, empfahl sich für die Veranstaltung der Herrenhof. Er liegt als denkmalgeschütztes Bauensemble im heutigen Zentrum Mußbachs zwischen der alten und der neuen Johanneskirche. 70 Meter nördlich des Hofeingangs verläuft die Straße An der Eselshaut, die ehemalige Mußbacher Hauptstraße, während das Hofgelände im Süden an die 1,5 Hektar große Weinlage Mußbacher Johannitergarten grenzt, die zum Gesamtareal des Herrenhofs gehört. Der ausgedehnte Innenhof um den mittelalterlichen Brunnen inmitten der historischen Gebäude wurde zum Festplatz. Die gesamte Freifläche ist nahezu 10.000 m² groß; ihre nutzbaren gepflasterten Anteile sind allerdings kleiner, das unbefestigte Gelände dazwischen ist mit alten Parkbäumen bestanden.

### Historischer Bezug

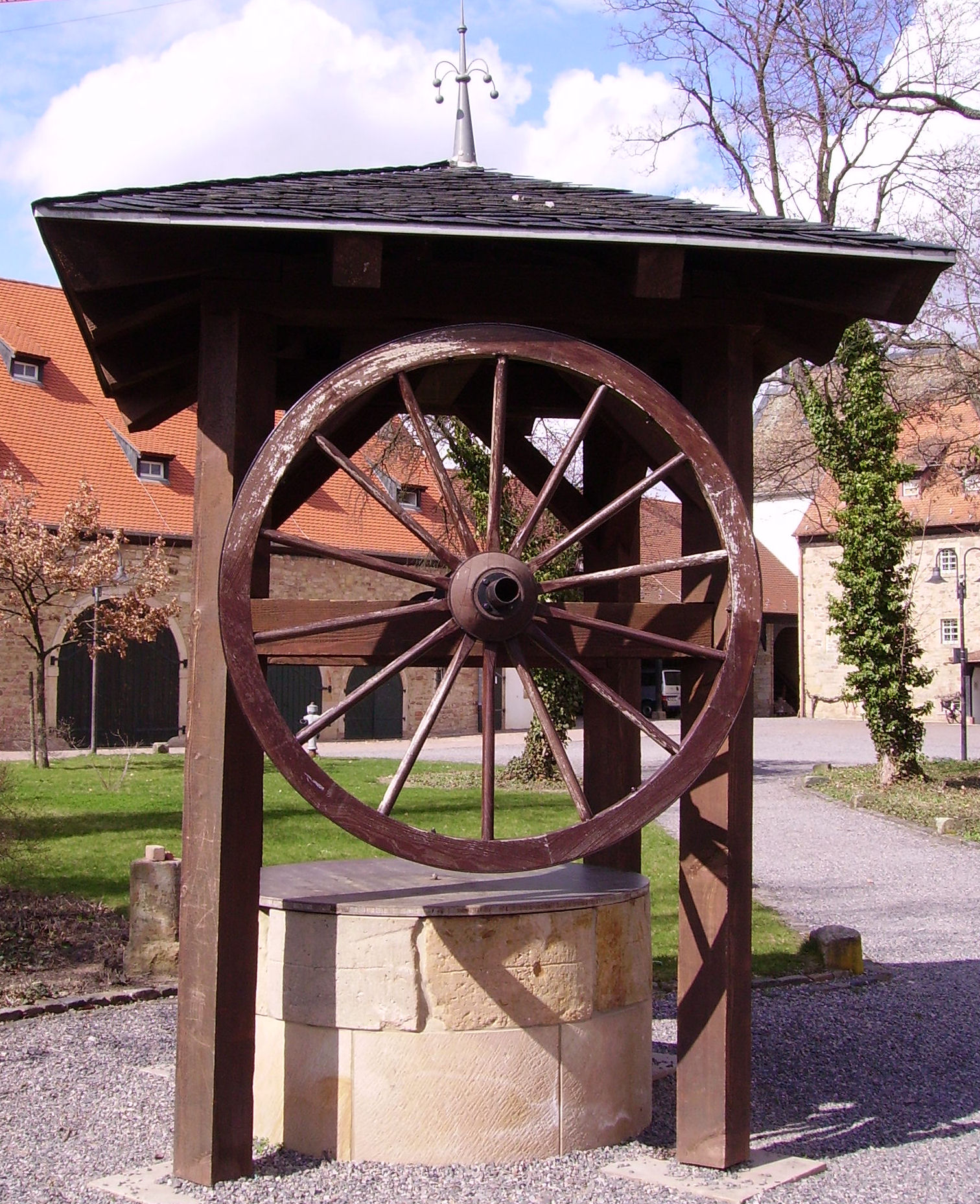
Mittelalterlicher Brunnen inmitten des Hofs

Das Hofgut wurde erstmals im 7. Jahrhundert urkundlich erwähnt und wird seither ununterbrochen als Weingut betrieben, heute unter dem Namen Staatsweingut mit Johannitergut. 1621, im dritten Jahr des Dreißigjährigen Kriegs, und 1689, während des Pfälzischen Erbfolgekriegs, wurden große Teile des Hofguts durch von Soldaten gelegte Brände zerstört oder stark beschädigt. Seit dem Abschluss der Restaurierung (1991) dienen Bauten und Innenhof der Stadt Neustadt und ihrem Ortsteil Mußbach als Kulturzentrum; im Nordwesten des Hofs liegt das Weinbaumuseum Getreidekasten.
Im Jahre 1290 hatte der Ministeriale Werner, Schenk von Ramberg, das Gut dem Johanniterorden übereignet, dessen nach der Reformation bei der katholischen Kirche verbleibender Anteil 1530 in Malteserorden umbenannt wurde. Nach den geistlichen Herren des Ordens – so wurden damals die Mitglieder des Klerus im Volksmund genannt – heißt die Anlage heute Herrenhof. Im Mittelalter stand dieser unter dem Schutz der Kurfürsten von der Pfalz. Deshalb wurden jedes Jahr im Sommer die Beamten des kurfürstlichen Oberamtes in das Hofgut eingeladen, wo zu ihren Ehren ein Fest mit großzügiger Bewirtung und anschließender Belustigung gegeben wurde.
An diese Tradition knüpften die Verantwortlichen mit dem Eselshautfest an. Zudem wird in Reminiszenz daran, dass es sich um eine Veranstaltung des Klosterhofs für die weltliche Obrigkeit gehandelt hatte, am Schlusssonntag ein ökumenischer Gottesdienst unter freiem Himmel gefeiert.

## Einzugsbereich
Hinter Großereignissen wie dem Dürkheimer Wurstmarkt und dem Deutschen Weinlesefest ist das Eselshautfest eines derjenigen Weinfeste der Pfalz, dessen Besucher nicht nur aus dieser Region kommen, sondern auch vor allem aus Rheinhessen, dem hessisch-badischen Rhein-Neckar-Raum und dem französischen Nordelsass. Vergleichbare Volksfeste in der Vorderpfalz mit oftmals historischen Grundlagen sind z. B. das Mandelblütenfest in Mußbachs Nachbarortsteil Gimmeldingen, die Geißbockversteigerung in Deidesheim, das Stadtmauerfest in Freinsheim oder das Kändelgassenfest in Großkarlbach.

## Ablauf

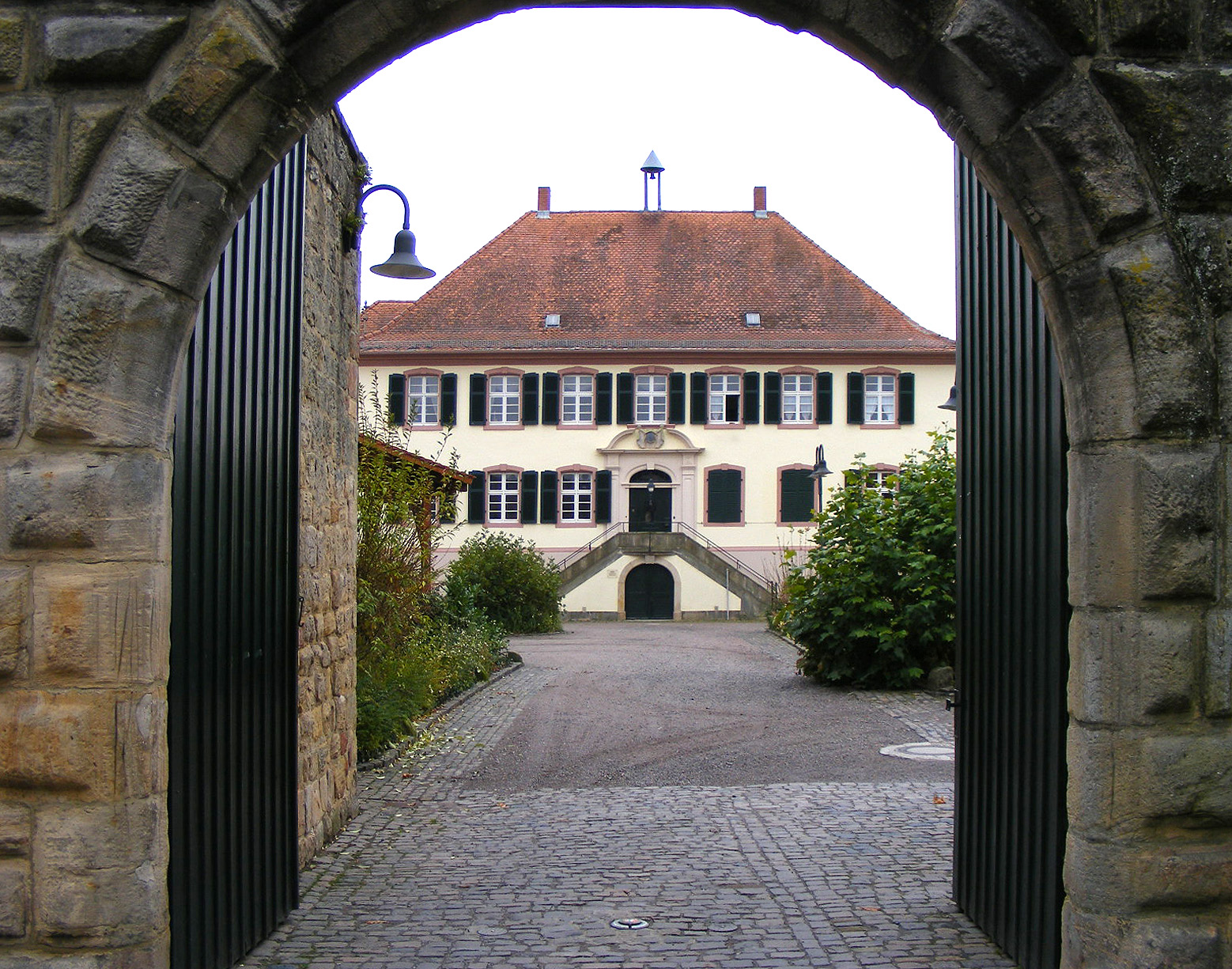
Renaissanceportal als Eingang zum Herrenhof, im Hintergrund das Herrenhaus

Das Eselshautfest findet Ende Juni/Anfang Juli an zwei Wochenenden statt und dauert jeweils von Freitag bis Sonntag. Es beginnt am ersten Festfreitag mit einem Umzug durch den Ort. Dabei führen ein mittelalterlich kostümierter „Dorfbüttel“ und die Trachtengruppe Mußbach als sein Gefolge das lokale Maskottchen mit, einen lebendigen Esel, dem ein 50-Liter-Weinfass aufgeschnallt ist. Feierlich durch das Renaissanceportal in den Herrenhof geleitet werden am Ende des Umzugs die für den Ausschankbetrieb wichtigsten Persönlichkeiten des Festes, die Zäppler. Dies ist ein pfälzischer Dialektausdruck für diejenigen Personen, die den Wein zu zapfen haben. Die Eröffnung wird durch jährlich wechselnde Ehrengäste vorgenommen, z. B. durch die jeweilige Pfälzische Weinkönigin; dann wird der vom Esel herbeigetragene Wein kostenlos in kleinen Probiergläsern ausgeschenkt.
Fahrgeschäfte gibt es nicht und außer Musik keinen sonstigen Rummel; die Musik stammt von wechselnden Gruppen oder auch Alleinunterhaltern. Auf dem Festplatz können gut 1600 Sitzplätze bereitgestellt werden, die sich teils in Zelten, teils im Freien befinden; wer bei der Sitzplatzsuche nicht erfolgreich ist, stellt Glas oder Teller auf einem der nach Art von Bistrotischen verwendeten hölzernen Weinfässer ab und isst und trinkt im Stehen. Der Wein und alles, was zum Verzehr angeboten wird, muss von örtlichen Vereinen oder Betrieben stammen, das Vorhalten von Speisen und Getränken durch Ortsfremde ist nicht gestattet.